# Mahasthamaprapta

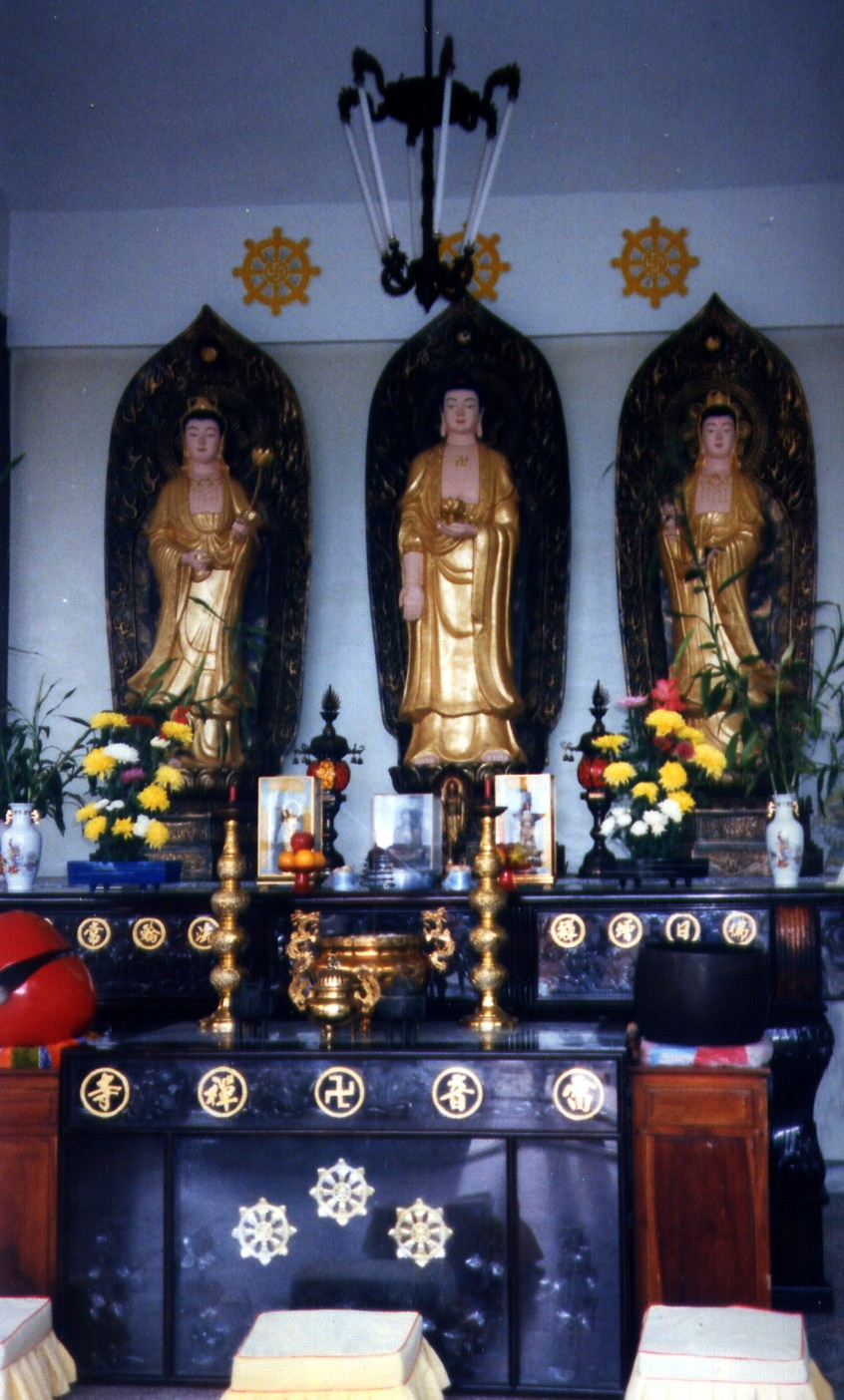
Altar eines Tempels in Taiwan mit Amitabha in der Mitte, flankiert von Mahasthamaprapta und Avalokitesvara (Guanyin)

Mahasthamaprapta (chin. 大勢至 Dàshìzhì, 勢至 Déshìzhì oder kurz 勢至 Shìzhì; jap. 勢至 Seishi; vietnam. Đại Thế Chí Bồ tát) ist ein Bodhisattva, der die Kraft der Weisheit darstellt und häufig in der buddhistischen Trias der "Drei Heiligen des Westens" (chin. xifang san sheng 西方三圣; d. h. des Westlichen Paradieses Sukavathi) mit Amitabha und Avalokitesvara (Guanyin) auftritt, insbesondere im Amitabha-Buddhismus (Schule des Reinen Landes). Im chinesischen Buddhismus wird er gewöhnlich (wie Guanyin) als Frau dargestellt. Er ist einer der traditionellen japanischen Dreizehn Buddhas (十三仏 jūsanbutsu).